# Державины
Державины — древний русский дворянский род.

## Происхождение и история рода
Родоначальником его был выехавший из Большой Орды к великому князю Василию Васильевичу мурза Абрагим, в крещении принявший имя Ильи и у него восприемником был сам великий князь, который пожаловал его многими вотчинами. У Абрагима-Ильи были сыновья: Дмитрий Нарбек (родоначальник Нарбековых), Иоаким и Юрий Тегля (родоначальник Теглевых).  Внук Ильи Алексей Дмитриевич Нарбеков, прозванный Держава, родоначальник рода Державиных. Потомки последнего служили стольниками, воеводами и пожалованы вотчинами (1660). Одним из первых документальные упоминаний о роде относится (1494/95), где Василий Державин упомянут в купчей.
К этому роду принадлежал Гавриил Романович Державин.

## Описание гербов

#### Герб Державиных 1785 г.
В Гербовнике Анисима Титовича Князева 1785 года  имеется изображение печати с гербом известного поэта Гаврила Романовича Державина: в синем поле щита изображены серебряные серп и полумесяц, один к другому обращённые. Щит увенчан дворянской короной (дворянский шлем и намёт отсутствуют). Нашлемник: облаченная в голубое до локтя рука, держащая проходящую через корону золотой жезл с шестиконечной золотой же звездой на вершине. Справа и слева от щита зеленые ветви, соединенные внизу лентой.

#### Герб. Часть V. № 38.
В щите, имеющем голубое поле изображены золотые серп и полумесяц один к другому обращённые.
Щит увенчан дворянскими шлемом и короной. Нашлемник: золотой крест и над ним — рука в латах, держащая золотую звезду. Намёт на щите золотой, подложенный красным. Под щитом девиз: «Силою Вышнего держусь». Герб рода Державиных внесён в Часть 5 Общего гербовника дворянских родов Всероссийской империи, стр. 38.
Интересно, что такая особенность герба Державиных как рука, держащая золотую звезду, была запечатлена в стихотворении Г. Р. Державина «Привратнику» (1808 г.):
И словом: он со мной не сходен

Ни видом, ростом, ни лицом;

Душой, быть может, благороден,

Но гербом — не Державин он!

В моем звезда рукой держима;

А им клюка иль трость носима.

Он может четки взнесть в печать;

Я лирою златой блистать. - 